# Calliaster baccatus
Calliaster baccatus är en sjöstjärneart som beskrevs av Percy Sladen 1889. Calliaster baccatus ingår i släktet Calliaster och familjen ledsjöstjärnor. Inga underarter finns listade i Catalogue of Life.

## Bildgalleri

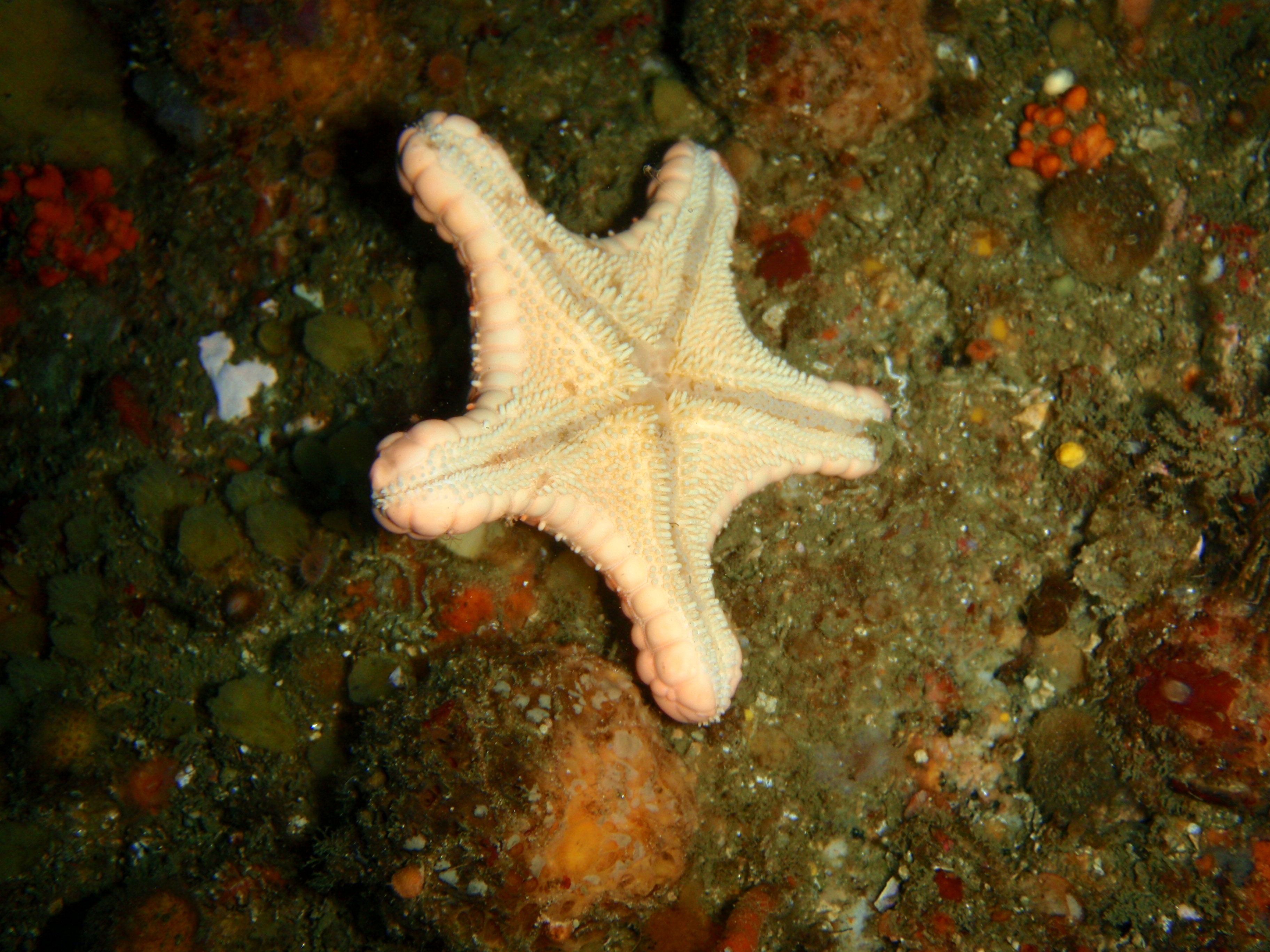
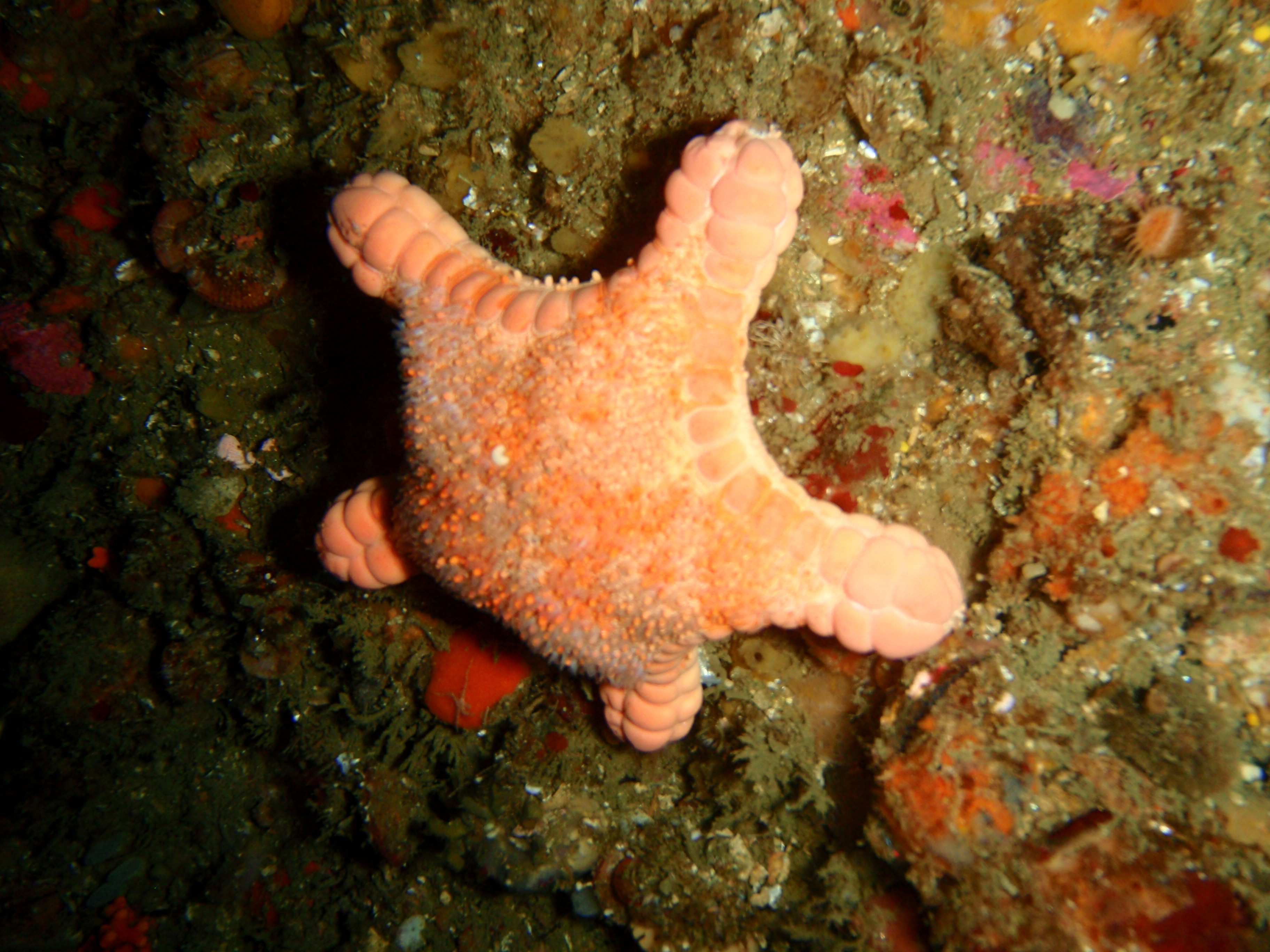